# La Zoma
La Zoma és un municipi d'Aragó situat a la província de Terol i enquadrat a la comarca de Conques Mineres.